# Dendrobium cacuminis
Dendrobium cacuminis är en orkidéart som beskrevs av François Gagnepain. Dendrobium cacuminis ingår i släktet Dendrobium, och familjen orkidéer. Inga underarter finns listade i Catalogue of Life.